# Silverthorn (musikalbum)
Silverthorn är det amerikanska symfonisk metal/power metal-bandet Kamelots tionde studioalbum, utgivet oktober 2012 av skivbolaget SVP/Steamhammer. Albumet är Kamelots första med nya sångaren Tommy Karevik.

## Låtlista
1. "Manus Dei" – 2:10
2. "Sacrimony (Angel of Afterlife)" – 4:39
3. "Ashes to Ashes" – 3:58
4. "Torn" – 3:51
5. "Song for Jolee" – 4:33
6. "Veritas" – 4:34
7. "My Confession" – 4:33
8. "Silverthorn" – 4:51
9. Falling like the Fahrenheit" – 5:06
10. "Solitaire" – 4:57
11. "Prodigal Son (I: Funerale / II: Burden of Shame / III: The Journey)" – 8:52
12. "Continuum" (instrumental) – 4:16

## Medverkande
Musiker (Kamelot-medlemmar)
- Sean Tibbetts – basgitarr
- Thomas Youngblood – gitarr
- Casey Grillo – trummor, percussion
- Oliver Palotai – keyboard, orkestrering
- Tommy Karevik – sång

Bidragande musiker
- Miro (Michael Rodenberg) – keyboard, orkestrering
- Sascha Paeth – sång (spår 3), gitarr
- Annelise Youngblood, Emilie Paeth, Noa Rizzo – barnkör
- Robert Hunecke-Rizzo, Thomas Rettke, Simon Oberender, Cinzia Hunecke Rizzo – kör
- István Tamás – dragspel (spår 6)
- Scarlett, Miss E. – violin (spår 2, 7, 9)
- Viola – sång (spår 2, 7, 9)
- Helena – cello (spår 2, 7, 9)
- Amanda Somerville – bakgrundssång, kör
- Elize Ryd – sång (spår 2, 7, 9), kör
- Alissa White-Gluz – sång (spår 2, 11)

Produktion
- Sascha Paeth – producent, ljudtekniker, ljudmix
- Miro – producent, ljudtekniker
- Kai Schumacher – producent, ljudtekniker (stråkinstrument)
- Olaf Reitmeier, Jim Morris, Johan Larsson, Michelle Holtkamp – ljudtekniker
- Simon Oberender – ljudtekniker, mastering
- Amanda Somerville – koncept
- Luca Turilli – konsult (latin)
- Stefan Heilemann – omslagskonst